# Kanton Pamiers-Est
Kanton Pamiers-Est (francouzsky Canton de Pamiers-Est) je francouzský kanton v departementu Ariège v regionu Midi-Pyrénées. Tvoří ho 10 obcí.

## Obce kantonu
- Arvigna
- Bonnac
- Le Carlaret
- Les Issards
- Ludiès
- Pamiers (východní část)
- Les Pujols
- Saint-Amadou
- La Tour-du-Crieu
- Villeneuve-du-Paréage